# Theodor Kitt (Bobfahrer)
Theodor „Theo“ Kitt (* 14. Oktober 1912; † unbekannt) war ein deutscher Bobfahrer.

## Karriere
Theo Kitt nahm bei den Olympischen Winterspielen 1952 in Oslo teil. Im Zweierbob belegte er mit seinem Anschieber Friedrich Kuhn den elften Platz.
Bei der Weltmeisterschaft 1953 gewann er mit Lorenz Nieberl Bronze im Zweier. Im gleichen Jahr wurde das Duo zusammen mit Josef Grün und Klaus Koppenberger Deutscher Meister im Vierer. Im Folgejahr starteten die vier Athleten bei der Weltmeisterschaft in Cortina d’Ampezzo und gewannen die Bronzemedaille.